# 佩特任缆车

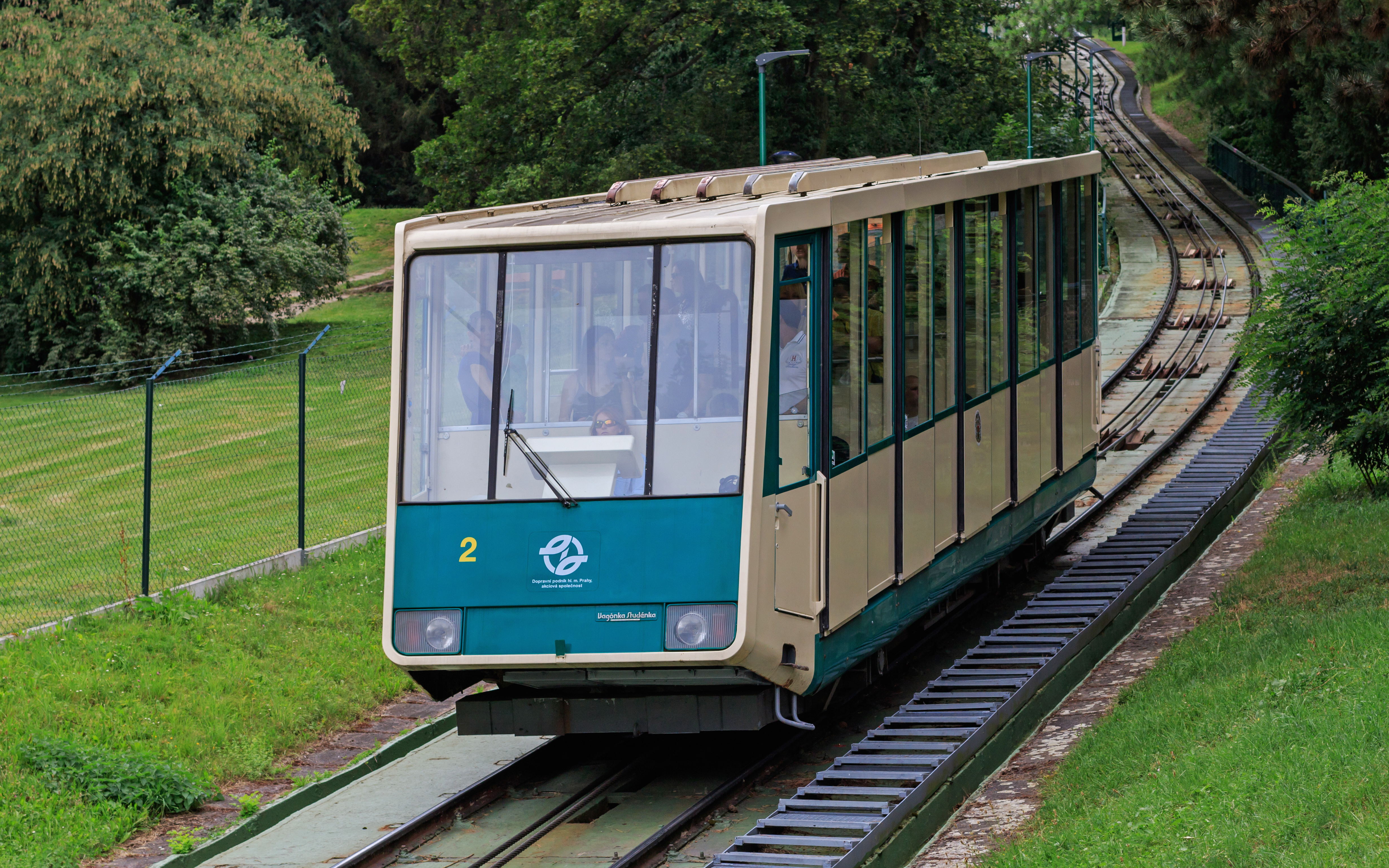
佩特任缆车

佩特任缆车是捷克首都布拉格的一条往复式地面缆车，连接布拉格小城区和佩特任山山顶。这条地面纜車共设3个站：Újezd （山脚下）、Nebozízek（中途站）和佩特任山（山顶）。根据捷克传说，中间站的名称来源于查理四世的故事，他在点食物时不能正确发出捷克词汇“nebo řízek”（炸小牛肉片）– 而发成了“Nebozízek”（一种螺旋钻）。
这条纜車线路最初开通于1891年，全长383米，轨距1米。原来的路线在1914年第一次世界大战开始时关闭，战后没有重新开放。目前这条较长的线路建于1932年，完全是新的线路和设备。它在第二次世界大战期间一直营运，但是因1965年的山泥傾瀉而停运，直到1985年才恢复。那时使用新型列车，重铺了轨道，但是保留了原有的机器。
虽然这条缆车的设计类似于布拉格地铁，但是事实上由公交公司电车部营运。
这条缆车线路的技术参数如下：
- 长度：510米
- 高度：130米
- 最大坡度：29.5%
- 列车：2部
- 结构：单轨
- 轨距：标准（1435毫米）
- 载客：100人
- 牵引：电动